# Друз Цезар
Друз Юлий Цезар (на латински: Drusus Iulius Caesar), понякога само – Друз Цезар или Друз III е вторият син на Германик и Агрипина Старша. В определен момент Тиберий гледа на него като най-вероятния приемник на властта му.

## Произход
Друз е роден в семейството на племенника и приемния син на Тиберий, Германик, и неговата жена, Випсания Агрипина, най-известна като Агрипина Старша. Той е второ дете, освен него семейството има още 4 деца.
Германик е син на Друз Старши, родния брат на Тиберий. Чрез осиновяване от страна на Тиберий, той получава статут на патриций. Випсания Агрипина е дъщеря на Марк Випсаний Агрипа от Юлия Старша, единствената дъщеря на Октавиан Август.

## Живот
За първи път Друз участва пред публика през май 17 г., на празнуването на триумфа на своя баща Германик в чест на победата над херуските.
През 23 г. получава разрешение от Сената да заеме длъжността квестор 5 години преди да има достигнат ценз за това. и влиза в колегията на авгурите .
През 25 г. заема длъжността градски префект.
В детството си на Друз е обещана за жена Салвия, сестрата на бъдещия император Отон, но тази договорка е разтрогната. Друз се жени през 25 г. за Емилия Лепида, дъщерята на консула от 6 г. Марк Емилий Лепид и правнучка на Скрибония, втората жена на Октавиан, от нейния втори брак. Бракът е неудачен. Емилия „преследвала мъжа си с постоянни обвинения“.
Друз се намирал в лоши отношения със своя по-голям брат Нерон, доколкото той е най-вероятния по това време, приемник на Тиберий и е любим син на Агрипина. В тази връзка през 26 г. Друз се сближава със Сеян, който е практически открит враг на Агрипина.
През 29 г., не без помощта на Друз, Тиберий изпраща в изгнание Агрипина и Нерон на остров Пандатерия в Тиренско море (съвр. Вентотен, Италия). Друз става най-вероятния наследник на властта на императора и живее на остров Капри, при Тиберий.
Преследвайки своите цели, през 30 г. Сеян заставя Емилия Лепида да повдигне срещу мъжа си ред обвинения. . Тиберий изпраща Друз от Капри в Рим, където Сената го осъжда на смърт за държавна измяна. Смъртното наказание е отсрочено, а Друз е вкаран в затвор.
Там той стои до 33 г. През 31 г., при разкриването на заговора на Сеян, Тиберий има намерение да използва Друз срещу Сеян, ако Сеян се реши на открит метеж, но дотам не се стига.
През 33 г. скоро след като изпратената в изгнание майка на Друз, Агрипина, умира от глад, Тиберий заповядва да уморят от глад в затвора и Друз. Спират да му дават храна и в края на 33 г. Друз умира от изтощение. .